# Ballarò (programma televisivo)
Ballarò è stato un talk show politico televisivo andato in onda dal 5 novembre 2002 al 5 luglio 2016, ideato da Giovanni Floris e Paolo Ruffini. È stato condotto da Floris fino al 24 giugno 2014 e successivamente da Massimo Giannini. È andato in onda su Rai 3 il martedì in prima serata ed è stato replicato da Rai Extra fino al 26 novembre 2010. Il nome del programma derivava dal mercato storico di Palermo appunto Ballarò, a sua volta derivante probabilmente da Bahlara, nome arabo di un villaggio in corrispondenza di Monreale, o da Ap-Vallaraja, titolo attribuito ai sovrani del Sindh. Il programma, come detto in prima puntata dallo stesso Giovanni Floris, era uno spazio dove ci si incontra per parlare di attualità.

## Il programma
Il programma fu condotto da Giovanni Floris, ideatore insieme all'allora direttore di Rai 3 Paolo Ruffini e Anna Maria Catricalà. Ogni puntata ospitava da quattro a sei esponenti della politica, dell'imprenditoria e della società, contrapposti su vari temi di attualità. Ballarò andava in onda dallo studio 2 di via Teulada in Roma. La redazione era composta da svariati giornalisti: Vicsia Portel, Alessandro Poggi, Francesca Caria, Marzia Maglio, Vincenzo Miglino, Manuela Giovannini, Paola Baruffi, Giulio Valesini, Stefano Maria Sandrucci.
La sigla del programma era il brano Jeux d'enfants, dell'album Alegría, legato al famoso spettacolo del Cirque du Soleil; nel 2011 fu riarrangiata da Alessandro Mannarino e nel 2014 da Ivano Fossati. I disegni e le animazioni erano curati da Lorenzo Terra Nera, La mascotte di Ballarò era un pulcino bianco con un naso giallo che appariva nella sigla.
Dal 2004 al 2007 la copertina di apertura programma, era affidata a un comico (che cambiava ogni anno) per poi lasciare la conduzione al presentatore. Si sono succeduti Paolo Hendel, Gene Gnocchi, Enrico Bertolino e Fabio De Luigi.
Nel 2007 al termine del programma venne trasmesso il film in 21 puntate di 4 minuti Viaggio in Italia - Una favola vera diretto da Luca Miniero e Paolo Genovese, con Licia Maglietta e Antonio Catania. Nel 2008 alla fine di ogni puntata di Ballaró, andava in onda uno speciale dedicato alle elezioni presidenziali statunitensi del 2008.
Dal 2007 fino al 2014 la copertina di apertura è stata curata integralmente da Maurizio Crozza: nel corso degli anni ha riscosso varie critiche, ma anche molto consenso e popolarità, diventando così uno dei principali comici televisivi italiani di maggior successo presso il pubblico e la critica. Nella puntata di martedì 25 febbraio 2014 la copertina è stata curata eccezionalmente da Virginia Raffaele, poiché Crozza era assente per malattia. Nella prima puntata della stagione 2014-2015 la copertina fu curata da Roberto Benigni, in seguito vi furono Paolo Rossi e Giorgio Montanini nelle puntate successive, quindi furono vari i comici a rotazione: verso fine 2014 la copertina è stata soppressa.
Nel 2016, la copertina ritorna e viene curata dalla Gialappa's Band.
Il 3 luglio 2014 venne comunicato ufficialmente che Floris avrebbe lasciato la Rai per passare all'emittente televisiva LA7; il programma cambiò quindi conduzione dopo dodici anni, passando il testimone all'ex vicedirettore del quotidiano la Repubblica, Massimo Giannini.
Dall'elenco degli ospiti della stagione 2014-2015 riportati nelle puntate integrali di Ballarò si evince che in maggioranza gli ospiti politici erano ministri, deputati, senatori e sindaci del Partito Democratico (48,1%). Seguivano gli esponenti di Forza Italia (14,8%), SEL (11,1%), Scelta Civica (7,4%), Lega Nord (3,7%), Nuovo Centrodestra (3,7%), UdC (3,7%), Fratelli d'Italia (3,7%). Ballarò fino al luglio 2014 usufruiva dei sondaggi della Ipsos, solitamente commentati dal suo amministratore delegato Nando Pagnoncelli. Con la nuova conduzione, da settembre 2014, i sondaggi furono affidati alla Euromedia Research di Alessandra Ghisleri. Durante la parte finale di Ballarò andava in onda la serie Il Candidato.
Ballarò è sempre andato regolarmente in onda anche durante il Festival di Sanremo, ma in alcune occasioni furono trasmesse alcune puntate speciali:
- Il 12 novembre 2011, in occasione delle dimissioni del quarto Governo Berlusconi, la trasmissione è andata in onda il sabato sera con una puntata speciale che ha sfiorato (in sovrapposizione[3]) la vittoria nell'auditel contro C'è posta per te. Da notare che in questa puntata, all'annuncio delle dimissioni di Silvio Berlusconi, vi fu un applauso ininterrotto molto lungo: tale vicenda fu al centro di successive polemiche.
- Il 10 e il 17 febbraio 2013 il programma è andato in onda di domenica con due puntate speciali in occasione delle elezioni politiche del 24 e 25 febbraio 2013, con Luca e Paolo e Neri Marcorè al posto di Crozza nella copertina.

L'ultima puntata del programma è stata trasmessa martedì 5 luglio 2016, e ha avuto come ospiti Gino Strada, Marco Travaglio, Paolo Mieli, Mimmo Lucano, Evelina Christillin, Vittorio Sgarbi, Gabriel Zuchtriegel e Mauro Corona, dopodiché il programma è stato cancellato definitivamente dal palinsesto televisivo (Mi prendo un momento che è tutto per noi. Siamo ai titoli di coda, come sapete Ballarò dopo tanti anni di onorata carriera va in pensione. Anche noi alla fine siamo stati rottamati. Voglio dirvi che sono stati due anni faticosi ma veramente entusiasmanti. abbiamo fanto tante cose belle, tante cose brutte non sta a noi giudicarlo. Abbiamo fatto scelte giuste e scelte sbagliate come è normale. Ma come avevo promesso due anni fa siamo stati di parte. Nel senso che siamo sempre stati dalla parte del pubblico che ci guarda e non del palazzo che ci critica e ci ha criticato tanto ha dichiarato Massimo Giannini alla fine dell'ultima puntata).
Viene sostituito da Politics - Tutto è politica, andato in onda dal 6 settembre al 13 dicembre 2016 e condotto da Gianluca Semprini.

## Controversie
Nel corso degli anni Ballarò è stato al centro di varie controversie:
- Nel corso degli anni, Silvio Berlusconi, in qualità di leader del centro-destra, ha più volte telefonato alla trasmissione[4] e molto spesso l'allora Premier e il conduttore Floris hanno avuto scontri verbali assai pesanti l'uno contro l'altro: precisamente, l'allora Premier spesso ha accusato Floris di essere un giornalista "fazioso", (ovvero troppo vicino al centro-sinistra, a suo dire), mentre il conduttore ha sempre ribadito di essere politicamente neutrale.
- Il 26 settembre 2012 Mario Staderini[4], all'epoca dei fatti Segretario politico dei Radicali Italiani, ha accusato Floris di aver censurato, nella puntata andata in onda il giorno precedente, un comunicato dei Radicali, ovvero omettendo sezioni del comunicato e quindi manipolando de facto il pensiero del suo partito, ovvero di aver tenuto un atteggiamento (secondo la critica televisiva[4]) lesivo del pluralismo e del diritto all'informazione: questa vicenda ha scatenato varie polemiche; precisamente Staderini ha detto che:

(Mario Staderini, segretario politico dei Radicali, contro Giovanni Floris, conduttore di Ballarò, il 26 settembre 2012)
- Nel corso degli anni, spesso il centrodestra ha accusato Floris e Pagnoncelli di presentare sondaggi "orientati" a favore del centrosinistra: il conduttore e il sondaggista hanno sempre respinto tali accuse. Inoltre, assai spesso, nel corso degli anni, il centrodestra ha accusato tutti i comici che si sono succeduti alla guida della copertina nel corso delle edizioni di essere "orientati" a favore del centrosinistra: tutti i comici (alcuni dei quali hanno lavorato anche a Mediaset) hanno sempre respinto tali accuse.
- Dal 2012 anche il Movimento 5 Stelle ha accusato Floris, Pagnoncelli e più in generale Ballarò e Rai Tre di aver cercato di screditare il partito in varie occasioni: fece particolare scalpore lo scontro tra Beppe Grillo e Floris a proposito delle interviste a Federica Salsi (in seguito espulsa dal partito per incompatibilità con il Non-Statuto[5]).
- Il 23 marzo 2013, poche ore dopo l'intervista che Floris ha rilasciato a Fabio Fazio a Che tempo che fa (in onda sulla stessa rete che trasmette Ballarò, ovvero Rai 3), gli attivisti "grillini" hanno accusato Floris di aver detto falsità a danno dei parlamentari e del programma del M5S[6], quindi Beppe Grillo ha pubblicato (tra i "minipost"[7]) un commento (scritto, in prima battuta, da un attivista del Movimento 5 Stelle) ironico contro Floris (suscitando, quindi, molte polemiche) usando le seguenti parole:

(I "minipost" del sito di Beppe Grillo, La coerenza di Floris, 23 marzo 2013)
- Nella puntata di martedì 1º ottobre 2013 il conduttore Giovanni Floris non è riuscito a sedare la violenta rissa verbale, con toni molto forti, tra Alessandro Sallusti e Fabrizio Cicchitto; la critica ha quindi stroncato il programma[8] e nei giorni immediatamente successivi questa vicenda è stata al centro dell'agenda mediatica della politica italiana.
- Nella puntata di martedì 13 maggio 2014 il conduttore Giovanni Floris e il Presidente del Consiglio, nonché Segretario del PD, Matteo Renzi si sono duramente scontrati[9] a proposito del taglio di 150 milioni di euro al bilancio RAI dell'anno in corso (il 2014) voluto dal Governo Renzi. Floris ha definito questo taglio alle risorse delle reti RAI come "un regalo" alle reti Mediaset,[9] ma Renzi ha smentito: la tesi di Floris è stata sostenuta da parte del mondo politico che collega il sostegno di Silvio Berlusconi, leader di Forza Italia (all'opposizione del Governo Renzi a proposito dei temi economici) e azionista di riferimento di Mediaset, al cosiddetto Patto del Nazareno (sulle riforme elettorali e costituzionali) con questo taglio.[9]
- Dopo la disfatta elettorale del Movimento 5 Stelle alle elezioni europee del 25 maggio 2014 vinte dal PD di Renzi, il 2 giugno 2014 Dagospia ha definito Floris e Ballarò come «l'unico bastione anti-pittibimbo»[10] (notare che Dagospia definisce ironicamente Renzi come "pittibimbo" e considera il centrodestra ex PDL come "finta opposizione")[10] a causa dei duri scontri mediatici tra Floris e Renzi (e il 31 maggio 2014 Dagospia aveva definito[11] i dipendenti delle reti RAI «come l'ultima trincea» contro il Governo Renzi dopo la disfatta elettorale del M5S).
- Il 5 luglio 2014 il conduttore Giovanni Floris si dimette «per una scelta editoriale» perché la dirigenza delle reti RAI «non sposava le mie idee» (si noti che la dirigenza delle reti RAI ha però smentito). Precisamente l'ormai ex conduttore ha denunciato, tramite un comunicato stampa, quanto segue:

(Giovanni Floris a proposito del suo addio alle reti RAI il 5 luglio 2014)
- Il 6 luglio 2014 Giuliano Cazzola ha denunciato il sospetto, che circola nei corridoi delle reti RAI, secondo il quale Floris si sarebbe dimesso da Ballarò a causa di un editto bulgaro di Matteo Renzi contro di lui a causa dell'intervista-scontro del 13 maggio 2014[13]. Il sospetto appena descritto è stato condiviso[14] anche dall'ex ministro Maurizio Gasparri, mentre il consigliere RAI Luisa Todini definì[14] come "impossibile" il retroscena: notare che Cazzola, Gasparri e Todini sono esponenti del centrodestra (ex PDL).
- In un comunicato ufficiale dell'8 luglio 2014, il sindacato Usigrai ha chiesto ai dirigenti delle reti RAI di individuare il nuovo conduttore di Ballarò tra le risorse interne[15] dell'azienda: si noti infatti che Giovanni Floris al momento della nomina (5 novembre 2002) a conduttore di Ballarò era un giornalista interno alla RAI da molti anni.
- Il 6 agosto 2014 il CDA della RAI ha nominato[16] come nuovo conduttore di Ballarò Massimo Giannini, vicedirettore del quotidiano La Repubblica. Il contratto[16] tra le reti RAI e il nuovo conduttore di Ballarò dura un anno per un compenso[16] (variabile secondo alcune clausole)[17] tra i 400.000 e i 450.000 euro: durante questo periodo Giannini si mette in aspettativa da ogni incarico presso il Gruppo Editoriale L'Espresso.[16]
- Il 6 agosto 2014 sindacato unico dei giornalisti RAI Usigrai, visto che Giannini non è una risorsa interna (perché non è mai stato un dipendente delle reti RAI) e visto l'obbligo di risparmio che le reti RAI devono per legge rispettare (si veda la vicenda dei 150 milioni citata più sopra), ha bocciato la nomina dell'esterno Massimo Giannini a conduttore di Ballarò, accusando la dirigenza della RAI di essere prona al Governo Renzi, con le seguenti parole:

(Il sindacato Usigrai disapprova la nomina di Massimo Giannini a conduttore di Ballarò il 6 agosto 2014)
- Durante la conferenza stampa di presentazione, il nuovo conduttore Massimo Giannini promette[17] di essere imparziale e di far privilegiare i fatti alle parole adottando lo slogan «Meno parole, dunque. Meno opinionismo e più fatti»[17]. Inoltre ha dichiarato che il suo obiettivo «è fare un programma che non sia né di destra né di sinistra, ma fare buon giornalismo. È ovvio che non posso svestirmi della mia identità e del mio passato, ma non è questo quello che devo fare. Devo trattare tutti allo stesso modo, da Renzi a Berlusconi, ed è quello che facevo a Repubblica».[18] Il centrodestra però insorge, poiché Giannini è una delle firme di punta dell'antiberlusconismo.[19]
- Nella puntata di martedì 16 settembre 2014 il conduttore Massimo Giannini e il sottosegretario alla Presidenza del Consiglio dei Ministri Graziano Delrio (PD) hanno difeso la riforma del lavoro proposta dal Governo Renzi, mentre Renato Brunetta (FI) ha messo in discussione le tesi da loro sostenute. Le posizioni dell'ex ministro hanno suscitato qualche brusio dal pubblico: Brunetta, vedendosi impossibilitato a proseguire, ha contestato Giannini. L'ex ministro ha ironizzato sull'inesperienza (essendo Giannini al suo debutto come conduttore televisivo) rispetto all'ex conduttore Giovanni Floris dicendo quanto segue:

(Renato Brunetta contro Massimo Giannini, conduttore di Ballarò, il 16 settembre 2014)

## Premi e riconoscimenti
- 2008 - Premio Regia Televisiva, categoria la migliore testata giornalistica per la puntata Speciale Ballarò - Mario Calabresi del 23 gennaio 2008.
- 2012 - Premio Regia Televisiva categoria Top Ten

## Ascolti
| Edizione | Inizio            | Fine           | Puntate | Telespettatori | Share  |
| -------- | ----------------- | -------------- | ------- | -------------- | ------ |
| 9ª       | 14 settembre 2010 | 21 giugno 2011 | 39      | 4.599.000      | 17,15% |
| 10ª      | 13 settembre 2011 | 26 giugno 2012 | 40      | 4.409.000      | 16,73% |
| 11ª      | 11 settembre 2012 | 9 luglio 2013  | 42      | 4.257.000      | 16,31% |
| 12ª      | 10 settembre 2013 | 24 giugno 2014 | 39      | 3.250.000      | 12,83% |
| 13ª      | 16 settembre 2014 | 7 luglio 2015  | 40      | 1.552.000      | 6,79%  |
| 14ª      | 8 settembre 2015  | 5 luglio 2016  | 41      | 1.261.000      | 5,68%  |